# Noc Guye Fawkese

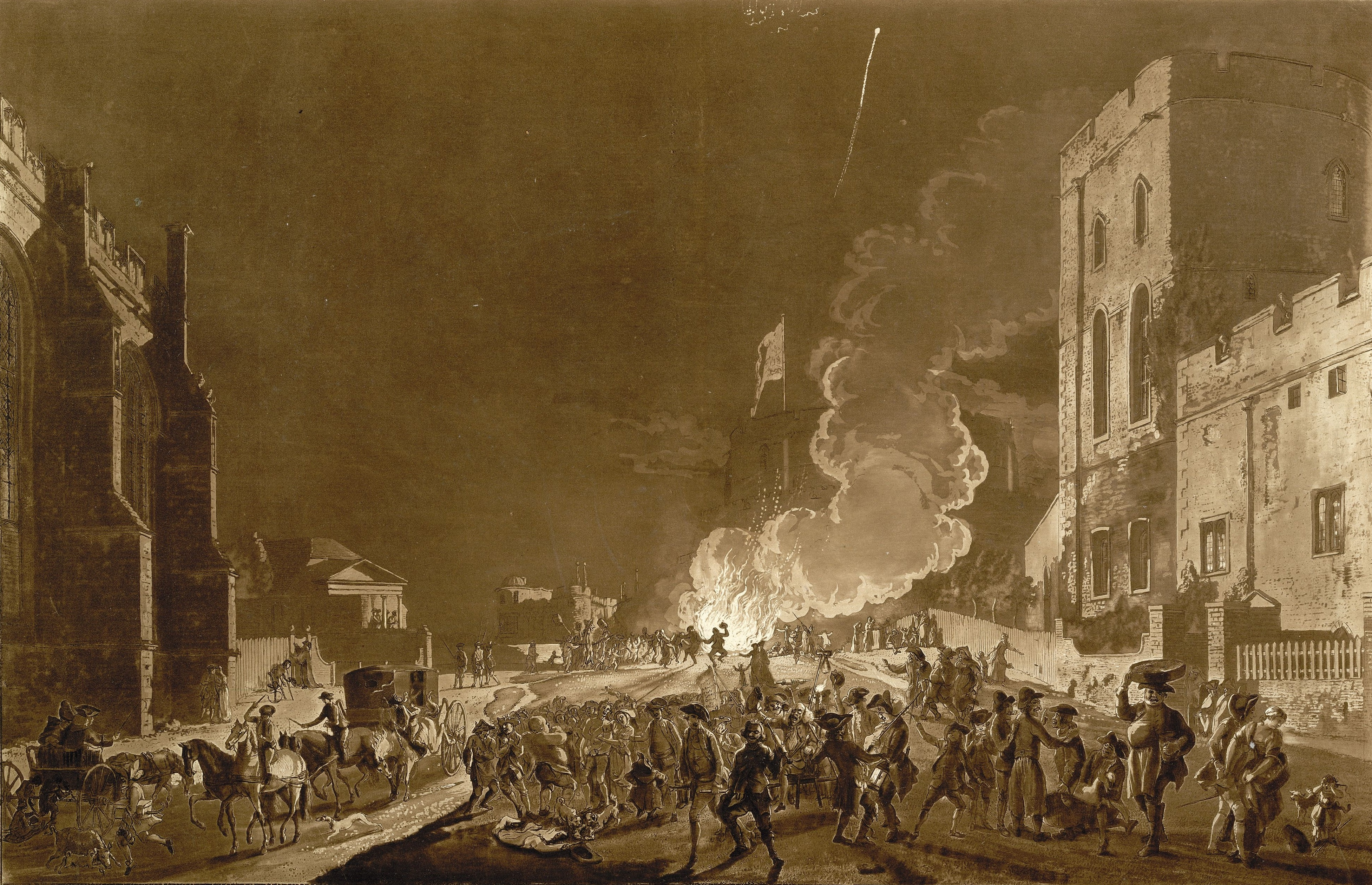
Oslavy Noci Guye Fawkese na hradě Windsor od Paula Sandbyho, kolem 1776

Noc Guye Fawkese (v originále Guy Fawkes Night nebo též Bonfire Night – noc pálení ohňů) se slaví zejména ve Velké Británii 5. listopadu jako připomínka Spiknutí střelného prachu v roce 1605. Na oslavu skutečnosti, že král Jakub I. přežil pokus o atentát, začali lidé kolem Londýna zapalovat ohně. O několik měsíců později schválil parlament zákon, kterým 5. listopad oficiálně určil jako veřejný den díkůvzdání za neúspěch spiknutí.
Během několika desetiletí se tento svátek stal státní oslavou, která však měla také silný náboženský podtext jakožto vyjádření protikatolických postojů. Prostý lid začal upalovat figuríny nenáviděných osob, například papeže. Tato tradice se do dnešních dob udržela jen sporadicky, například ve městě Lewes v hrabství Východní Sussex.
V 18. století se tradice začíná měnit a od této doby je běžné upalovat na hranici figurínu Guye Fawkese.
Koncem 19. století začaly na popularitě získávat organizované ohňostroje a ve 20. století přejmenovaly firmy vyrábějící pyrotechniku svátek na Firework Night (Noc ohňostrojů).

V dnešní době jsou ve většině měst a větších vesnic jednotlivými městskými částmi nebo obecním úřadem organizovány oslavy, které zahrnují velké hranice, ohňostroje a často také pouťové atrakce. Organizovanou zábavu často pořádají také nejrůznější charitativní organizace.